# Feminnem
Feminnem — женская поп-группа из Хорватии и Боснии Герцеговины. Хорошо известны в обеих странах, так как представляли их на конкурсе песни «Евровидение». Впервые появились на сцене в хорватской передаче «Хорватский идол».

## Карьера
В 2005 году представляли Боснию и Герцеговину на конкурсе Евровидение-2005 и заняли 14-е место из 24 возможных.
В 2009 году участвовали в отборочном конкурсе, чтобы представлять Хорватию на Евровидении, но проиграли Игору Цукрову, который в результате занял 18-е место на конкурсе.
В 2010 году участвовали в хорватском отборочном конкурсе за право представлять страну на Евровидении. Заняли там 4-е место, но выиграли по совместному голосованию жюри и телезрителей. В итоге не прошли в финал Евровидения-2010, заняв 13-е место из 17 во втором полуфинале.
Группа распалась в январе 2012 года: участницы решили сконцентрироваться на сольных карьерах. В 2022 году группа воссоединилась, выпустив сингл Zajedno.

## Участницы
Неда Пармач родилась в 1985 году в Югославии. Брала уроки танца с ранних лет. В 13 лет стала участницей группы «Kompas». Была бэк-вокалисткой во многих записях, активно участвует в различных оперных постановках. В 2004 году приняла участие в знаменитом шоу «Хорватский идол», где и познакомилась с другими участницами «Feminnem». Неда также изучает экономику и берёт уроки танца.
Ника Антолос родилась в 1989 году в городе Рийек Югославии. Попала в группу по результатам отбора после ухода участницы Николь Булат. Занималась пением с детства, а также выступала в школьным хоре. Участвовала в многих музыкальных конкурсах, в том числе и в «HTZ», где стала финалисткой.
Памела Рамльяк родилась в 1979 году в Югославии. Закончила музыкальную академию в Загребе. В 2004 году была одним из финалистов телевизионной передачи «Хорватский идол». Памела долго пела в симфоническом оркестре Дубровника. А также она пела на бэк-вокале в составе различных групп, и получала много премий. Кроме того, она принимала участие в записи песен балканских исполнителей Тони Четински и Амило Гламочак. По окончании академии она решила заняться собственной сольной карьерой поступив в шоу «Хорватский идол», где в итоге объединилась с другими участницами в группу «Feminnem». Вышла замуж за Стояна Ракич в ноябре 2008 года в Вене и развелась с ним через год.

## Дискография
- Feminnem Show (2005)
- Lako je sve (2010)
- Easy to See (2010)